# Trollbeads
Trollbeads is een Deens (Kopenhagen) sieradenbedrijf, opgericht in 1976. De ontworpen kralen zijn van sterlingzilver, 18-karaats goud, Muranoglas, parels of (half)edelstenen. Zij worden onder andere gedragen aan ketting, armband en bedelarmband. Elke kraal heeft een symbolische betekenis. Tot 2001 bestond Trollbeads collectie geheel uit zilveren en gouden bedels. Later werd het concept uitgebreid met onder andere ringen en oorbellen. 

## Geschiedenis
In 1976 startte Lise Aagaard, dochter van edelsmid Svend Nielsen, het familiebedrijf. De eerste kraal van zilver was versierd met zes gezichtjes; hier is de Trollbeadscollectie naar vernoemd. De ontwerpen, vormgeving en fabricage zijn van leden van de familie Nielsen/Aagaard. Vanaf het jaar 2000 voegen ook andere Deense sieraadontwerpers en kunstenaars kralen aan de collectie toe. Tot de collectie behoren vanaf 2001 ook gekleurde glazen kralen van Muranoglas. Trollbeads zijn in 50 landen te vinden, waaronder Italië, Zwitserland en China. De collectie bestaat uit meer dan 600 kralen.
In 2015 werkten er 46 medewerkers in het bedrijf.

## Symbolische betekenis
Elke kraal heeft een symbolische betekenis, geïnspireerd op geschiedenis, astrologie, Griekse mythologie, sprookjes en de gewone dingen uit het dagelijks leven, bijvoorbeeld:
- Wijsheid - Een kraal die wijsheid symboliseert met vijf half edelstenen. Amethist voor gemoedsrust, granaat voor toewijding en deugd, opaal voor loyaliteit, turkoois voor succes en moed en lapis lazuli voor bekwaamheid.
- Drie in Een - drie ringen ineengedraaid symboliseren eenheid.
- Vriendschap - kraal met twee handen ineengesloten.

De opvallende ontwerpen maken dat een aantal klanten fervente fans werden. Een bevraging wees aan dat het vooral succesvolle vrouwen van middelbare leeftijd betreft, die door de juwelen een meer creatieve geïnteresseerde uitstraling kregen.